# Jägarvet
Jägarvet is een plaats (småort) in de gemeente Falun in het landschap Dalarna en de provincie Dalarnas län in Zweden. De plaats heeft 59 inwoners (2005) en een oppervlakte van 15 hectare. De plaats ligt aan het meer Grycken.

## Verkeer en vervoer
Bij de plaats loopt de Riksväg 69.